# Michael Havers
Robert Michael Oldfield Havers, Barão Havers, PC, QC (Richmond, 10 de maio de 1923 – Londres, 1 de abril de 1992) foi um advogado e político conservador britânico.

## Biografia
Michael Havers era o segundo filho de Sir Cecil Havers, juiz da Alta Corte de Justiça e Enid Flo Havers (nascida Snelling). Entre seus irmãos estava Elizabeth Butler-Sloss, que chegou a presidir a Divisão de Família da Alta Corte de Justiça. Realizou os estudos secundários na Westminster School e graduou-se em Direito no Corpus Christi College, em Cambridge.

## Carreira

### Serviço militar
Com apenas 19 anos, Havers integrou a Marinha Real – como aspirante a guarda-marinha – durante a Segunda Guerra Mundial. A bordo do HMS Sirius, ele integrava a "Force Q" no Mediterrâneo. Em 10 de setembro de 1943, ele foi promovido a sub-tenente temporário. Após o fim da guerra, em abril de 1947, Havers foi transferido para a Reserva Permanente de Voluntários da Marinha Real, com o posto de primeiro-tenente retroativo a 1 de agosto de 1945.

### Carreira jurídica e política
Havers recebeu o call to the bar em 1948 e realizou o pupillage no escritório do juiz Frederick Lawton, como estagiário do promotor Gerald Howard. Em 1964, ele foi nomeado para o Conselho da Rainha.
Em 1970, Havers foi eleito para a Câmara dos Comuns representando Wimbledon, assento que ocupou até 1987. Entre 1972 e 1974, sob o governo do conservador Edward Heath, foi Advogado-Geral e, em 1977, tornou-se membro do Conselho Privado.
Já sob o governo de Margaret Thatcher, Havers foi nomeado para a Procuradoria-Geral para Inglaterra e País de Gales e Irlanda do Norte. Ocupando o posto entre 1979 a 1987, seu mandato foi o mais longo e ininterrupto do gabinete desde o século XVIII. Durante a Guerra das Malvinas, Havers integrou o Gabinete de Guerra de Thatcher, ao qual prestou assessoria sobre direito internacional e regras de combate. Finalmente, em junho de 1987, ele foi nomeado Lord Chancellor e, consequentemente, tornou-se um par vitalício como Barão Havers, de St Edmundsbury no condado de Suffolk. No entanto, ele foi forçado a renunciar em outubro, devido a problemas de saúde.

## Controvérsias

### Julgamento do "Estripador de Yorkshire"
Em maio de 1981, no início do julgamento de Peter Sutcliffe, o "Estripador de Yorkshire", este declarou-se inocente de 13 acusações de homicídio doloso, mas alegou inimputabilidade ao declarar-se culpado de homicídio culposo. A base da defesa era sua afirmação de que era um instrumento da vontade de Deus. Sutcliffe declarou pela primeira vez que, enquanto trabalhava como coveiro, ouvia vozes vindas do túmulo do polonês Bronislaw Zapolski que ordenavam que ele matasse prostitutas e que as vozes eram de Deus.
Ele também se declarou culpado de sete acusações de tentativa de homicídio. Após quatro psiquiatras diagnosticarem Sutcliffe com esquizofrenia paranoide, a acusação ficou propensa a aceitar a tese da inimputabilidade. No entanto, o juiz Leslie Boreham acreditava que o réu poderia ter enganado os médicos e exigiu uma argumentação excepcionalmente detalhada da linha de raciocínio do procurador-geral. Depois de uma apresentação de duas horas por Havers, um intervalo de 90 minutos para o almoço e mais 40 minutos de discussão legal, ele rejeitou a alegação de inimputabilidade bem como os testemunhos dos quatro especialistas médicos, insistindo que o caso deveria ser tratado por um júri. O julgamento propriamente dito estava marcado para começar em 5 de maio de 1981.
Havers gerou polêmica no início do julgamento, quando mencionou as vítimas de Sutcliffe em seu discurso introdutório: "Algumas eram prostitutas, mas talvez a parte mais triste do caso seja que algumas não eram. Os seis últimos ataques foram a mulheres totalmente respeitáveis." Em resposta a essa observação, o Coletivo Inglês de Prostitutas acusou Havers de "perdoar o assassinato de prostitutas", e mulheres protestaram com cartazes do lado de fora da Old Bailey.
O julgamento durou duas semanas e, apesar dos esforços de seu advogado James Chadwin, Sutcliffe foi considerado culpado de homicídio por todos os crimes e condenado à prisão perpétua.

### Papel nos erros judiciais de "Os quatro de Guilford e Família Maguire"
Havers representou a Coroa em dois dos mais notáveis erros judiciais na história da justiça britânica: o julgamento e a apelação dos Quatro de Guildford e também da família Maguire (conhecida como os Sete Maguire), onde todos foram condenados injustamente. Coletivamente, eles cumpriram um total de 113 anos de prisão e um dos Sete Maguire, Giuseppe Conlon, morreu na prisão, condenado com base em evidências desacreditadas.
No caso dos Quatro de Guildford, o diretor do Ministério Público - órgão pelo qual Havers estava atuando - foi acusado de ocultar provas de álibi que apoiavam as alegações de inocência de Gerry Conlon e Paul Hill. Ele também foi acusado de omitir os depoimentos de membros do IRA Provisório, conhecidos como a "Balcombe Street Gang", onde eles confessavam sua responsabilidade pelos ataques de Guildford e Woolwich.

## Vida pessoal
Havers casou-se com Carol Elizabeth Lay em 1949, com quem teve dois filhos: Philip Havers, que tornou-se Conselheiro da Rainha como seu pai, e o ator Nigel Havers.
Em 13 de novembro de 1981, sua casa na Woodhayes Road, Wimbledon, foi alvo de um atentado à bomba do IRA Provisório. Havers e sua esposa estavam na Espanha no momento do ataque, mas um policial que fazia a guarda do lado de fora da casa foi levado ao hospital em estado de choque.
Lorde Havers morreu por complicações cardíacas em Londres, em 1 de abril de 1992, aos 69 anos de idade.